# Pero morrisonarius
Pero morrisonarius är en fjärilsart som beskrevs av Barnes och Mcdunnough 1917. Pero morrisonarius ingår i släktet Pero och familjen mätare. Inga underarter finns listade i Catalogue of Life.